# Plateelbakkerij Duinvoet
Plateelbakkerij Duinvoet (1923-1927) werd opgericht door C.J. van Muijen (na vertrek bij De Vier Paddestoelen) en Cor Alons. Het bedrijf werd gevestigd in het pand van de opgeheven Kunstaardewerkfabriek Nieuw Rozenburg in de Haagse wijk Loosduinen. De fabriek realiseerde in de eerste plaats de ontwerpen van Cor Alons.